# Marlena (film 1984)
Marlena (niem. Marlene) – niemiecki film dokumentalno-biograficzny z 1984 roku w reżyserii Maximiliana Schella, opowiadający o życiu niemieckiej aktorki Marleny Dietrich.

## Tło powstania
Maximilian Schell i Marlena Dietrich spotkali się po raz pierwszy podczas pracy nad filmem Wyrok w Norymberdze (1961) Stanleya Kramera. Przez lata reżyser wielokrotnie przekonywał Dietrich, by zgodziła się wystąpić w filmie biograficznym jej poświęconym - gwiazda jednak stanowczo odmawiała. W 1982 roku zgodziła się wziąć udział w takiej produkcji, jednak zastrzegła, że nie pojawi się osobiście przed kamerą. Zamiast tego udzieliła Schellowi wywiadu, który został zarejestrowany. Produkcja składa się zatem z zapisu tamtej rozmowy, a w warstwie wizualnej z fragmentów starych filmów aktorki, zdjęć, reportaży i innych dostępnych materiałów wideo.

## Nagrody
- Nominacja do Oscara dla najlepszego pełnometrażowego filmu dokumentalnego (1984)[1][2]
- Nagroda Nowojorskiego Koła Krytyków Filmowych dla najlepszego filmu dokumentalnego (1986)[1][2]